# Louis Napoléon Lannes
Louis Napoléon Auguste Lannes, 2. hertug af Montebello, 2. fyrste af Siewierz (født 30. juli 1801 i Paris, død 18. juli 1874 på Château de Mareuil-sur-Ay) var en fransk politiker og diplomat. Han var broder til Gustave Olivier Lannes de Montebello og fader til Gustave Lannes de Montebello.
Han var søn af Jean Lannes, blev 1827 pair, men indtog først 1830 sit sæde; var oprindeligt legitimist, men sluttede sig 1833 til det ny kongedømme og blev sendemand; i København 1833-34 og i Schweiz 1836-38. Her tiltvang han sig udvisning af de politiske flygtninge, men havde nær fremkaldt et brud ved sin optræden i anledning af prins Louis Napoleons (Napoleon III's) ophold. I foråret 1839 var han en kort tid udenrigsminister og derefter sendemand i Neapel, indtil han maj 1847 blev marineminister. Han fjernedes ved februarrevolutionen 1848, sad 1849-51 i Nationalforsamlingen som medlem af højre, men trak sig derefter tilbage i privatlivet. 1858 modtog han dog posten som sendemand i Sankt Petersborg indtil 1866 og var fra 1864 til 1870 senator. 